# ژن تی‌وی
ژن تی‌وی (Jin TV) یک شبکه تلویزیونی است که برنامه‌های خود را از کشور سوئد پخش می‌کند. این شبکه از روز ۸ مارس ۲۰۱۸ (۱۷ اسفند ۱۳۹۶) همزمان با روز جهانی زنان زحمتکش پخش آزمایشی برنامه‌های خود را در دو ماهوارهٔ هاتبرد و نایل‌ست به زبان‌های کردی، عربی، ترکی و انگلیسی آغاز کرد. پخش عادی برنامه‌های این شبکه نیز متعاقباً از روز ۱ ژوئن ۲۰۱۸ آغاز شد. ژن تی‌وی از طرف یک سازمان مستقل غیردولتی به نام سازمان نوای زن راه‌اندازی شده و با شعار «صدای زنان، سیمای زندگی است» اقدام به پخش برنامه می‌کند. این شبکه به صورت تخصصی برای زنان خاورمیانه و به ویژه زنان کرد برنامه تولید می‌کند و مسائل و موضوعات مربوط به زنان را در جهان پوشش می‌دهد.

## فرکانس
ژن تی‌وی برنامه‌های خود را در دو ماهوارهٔ هاتبرد و نایل‌ست بر روی فرکانس‌های زیر پخش می‌کند:
- در ماهواره هاتبرد: ۱۳ درجه شرقی، فرکانس ۱۱۰۵۴ مگاهرتز، سیمبل‌ریت ۲۷۵۰۰، پولاریزاسیون افقی، اف‌ای‌سی: ۵/۶.[۲]
- در ماهواره نیلسات: ۷ درجه غربی، فرکانس ۱۱۶۳۶ مگاهرتز، سیمبول ریت ۲۷۵۰۰، پولاریزاسیون ورتیکال، اف‌ای‌سی ریت ۵/۶، مودلایشن دی‌وی‌بی- اس ۲.[۱]

## زبان برنامه‌ها
ژن تی‌وی برنامه‌های خود را به لهجه‌های مختلف زبان کردی (کلهری، کرمانجی، سورانی، هورامی،)، عربی، ترکی و نیز انگلیسی پخش می‌کند.